# Super tweeter
Il super tweeter è un altoparlante, spesso dalle dimensioni contenute, che viene abbinato sempre più frequentemente negli impianti casalinghi o nelle configurazioni hi-fi da automobile. Il suo scopo è quello di ricreare una più realistica scena sonora, spesso caratterizzata da "airy-ness". In sostanza il funzionamento è il medesimo del tweeter normale, però grazie ad accorgimenti specifici, quali magnete in neodimio e cupolino in seta o in argento o anche in titanio e al taglio delle frequenze sotto i 18/20 kHz, è in grado di coprire la gamma di suoni più alti. Questo può arrivare sopra i 20kHz cioè gli ultrasuoni. È costituito da una cupola ceramica dalla quale spiccano la sua leggerezza che consente di raggiungere elevatissime prestazioni. Copre le frequenze da 15kHz a circa 100kHz. Un esempio di utilizzo di super tweeter in ambito commerciale è il microfono derivato dal 4001 della STC, usato dalla Bowers & Wilkins con il modello DM3. Fondamentalmente un due-vie con un STC 4001 come super tweeter. Il costruttore "Ohm", di Brooklyn, usa super tweeter nelle linee "Walsh" e "MicroWalsh", con risultati riconosciuti internazionalmente.